# Bad Peterstal-Griesbach
Bad Peterstal-Griesbach település Németországban, azon belül Baden-Württembergben, a Fekete-Erdő Középső részén. Lakosainak száma 2763 fő (2023. december 31.).

## Földrajza

### Földrajzi elhelyezkedés
A Bad Peterstal-Griesbach 400–1000 méterrel fekszik a tengerszint felett a Fekete-erdőben, a Rench folyó völgyének a felső részén.

### Településrészek
A Bad Peterstal-Griesbach a korábban önálló Bad Griesbach és Bad Peterstal közösségek egyesítésével jött létre. Emellett még további 51 db tanya, ház és egyéb épület tartozik még a településhez.

### Szomszédos Települések
A település északon Baiersbronn-nal, keleten Bad Rippoldsau-Schapbach-al délen Oberwolfach-al, a délnyugaton Oberharmersbach-al és nyugaton Oppenau városával határos.

## Története
A mai községet alkotó két település a 14. század vége óta a strasbourgi érsekséghez tartozott, ahol az Oberkirchi uradalom alá tartoztak.

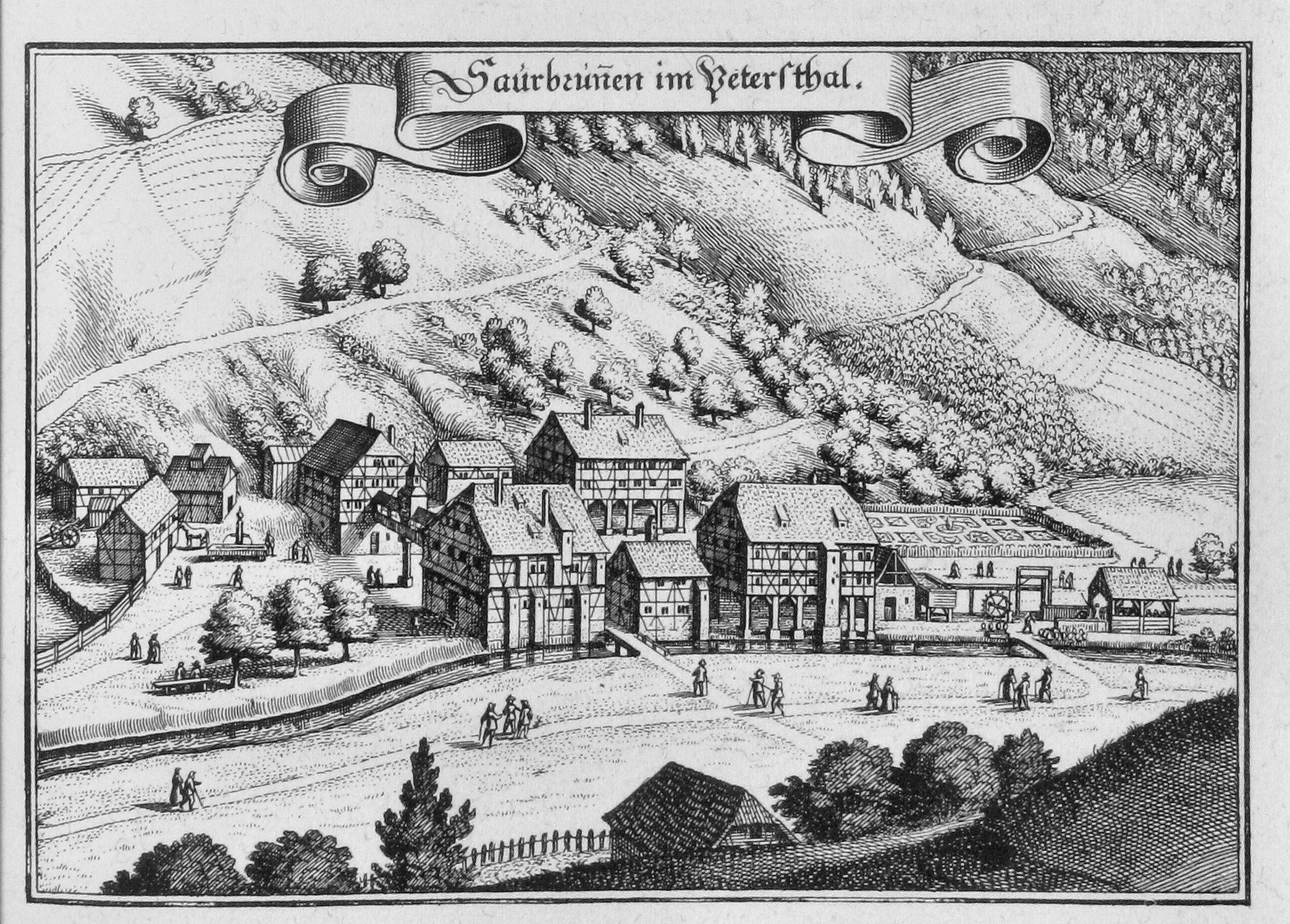
A település az 1660-as években (a metszetett Matthäus Merian készítette)

### 19. és 20. század
A település független volt egészen míg a Badeni Nagyhercegség fennhatósága alá nem került (1806-tól), ahonnan az Offenburgi kerületi hivatalba kerültek át amelyből kialakult Offenburg körzet 1939-ben. Amikor ez a körzet 1973-ban feloszlott, mindkét község az új Ortenaui járásba került át. 1973. július 1-jén Bad Griesbach korábban független önkormányzatát egyesítették Bad Petersal településsel és így jött létre Bad Peterstal-Griesbach.

## Népesség
A település népessége az elmúlt években az alábbi módon változott:
| Lakosok száma | 3103 | 3313 | 3393 | 3304 | 3004 | 3176 | 2950 | 2783 | 2624 | 2763 |
|               | 1961 | 1968 | 1974 | 1981 | 1987 | 1994 | 2000 | 2007 | 2013 | 2023 |

## Vallás
Mindkét településrészen van katolikus templom. Az egykori független plébániák ma Oppenau város plébániájával lett összevonva. Emellett Bad Peterstal részén található egy evangélikus templom is. A társult katolikus plébániák megosztják a papokat egymás között.

## Politika

### Helyi tanács
A Bad Peterstal-Griesbach önkormányzati tanács 12 tagból áll, és a polgármester az elnöke. A polgármester szavazati joggal rendelkezik az önkormányzati tanácsban. A 2019. május 26-i helyi választások a következő előzetes eredményhez vezettek.

### Polgármesterek
- 1982–1990: Gerold Mayer
- 1990–1994: Otto Stecher
- 1994–2010: Johann Keller
- 2010-től napjainkig: Meinrad Baumann

## Kultúra és látnivalók

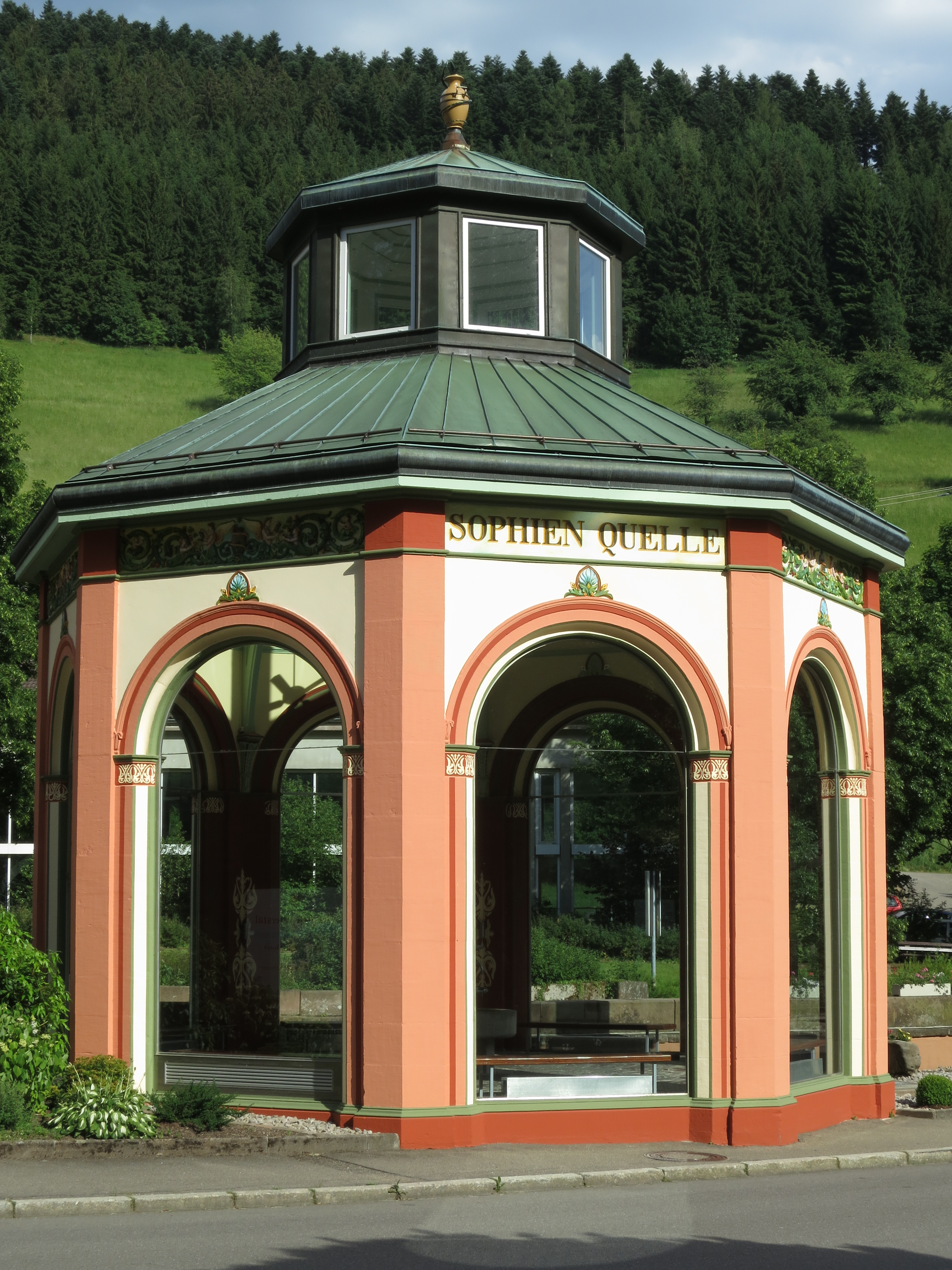
Zsófia forrás

### Építmények
- Szent Anna kápolna
- Haberer torony. A Bad Griesbach kerületben található 16 méter magas tornyot 1899-ben építették Haberer Albert Orvos-tanácsos (1828–1893) tiszteletére a 691,7 m magas hegyen mely 500 m-re délkeletre található a településtől.
- Bad Griesbach pavilon (Az első Badeni alkotmány aláírásának a helye)
- Zsófia forrása
- Katolikus plébániatemplom (Szent Péter és Pál (Bad Peterstal területén). A templom 1807-ben épült klasszicista stílusban. 1923 és 1927 között a klasszicista stílusban kibővítették és egyes részeit újjáépítették. A harangtorony a hajó oldalán áll és itt található a főbejárat is melyet oszlopok tartanak, az egyik legszebb példája a klasszicista templomokra Baden-Württembergben. Az oltárok a korábbi Mindenszentek Kolostor templomából származnak.

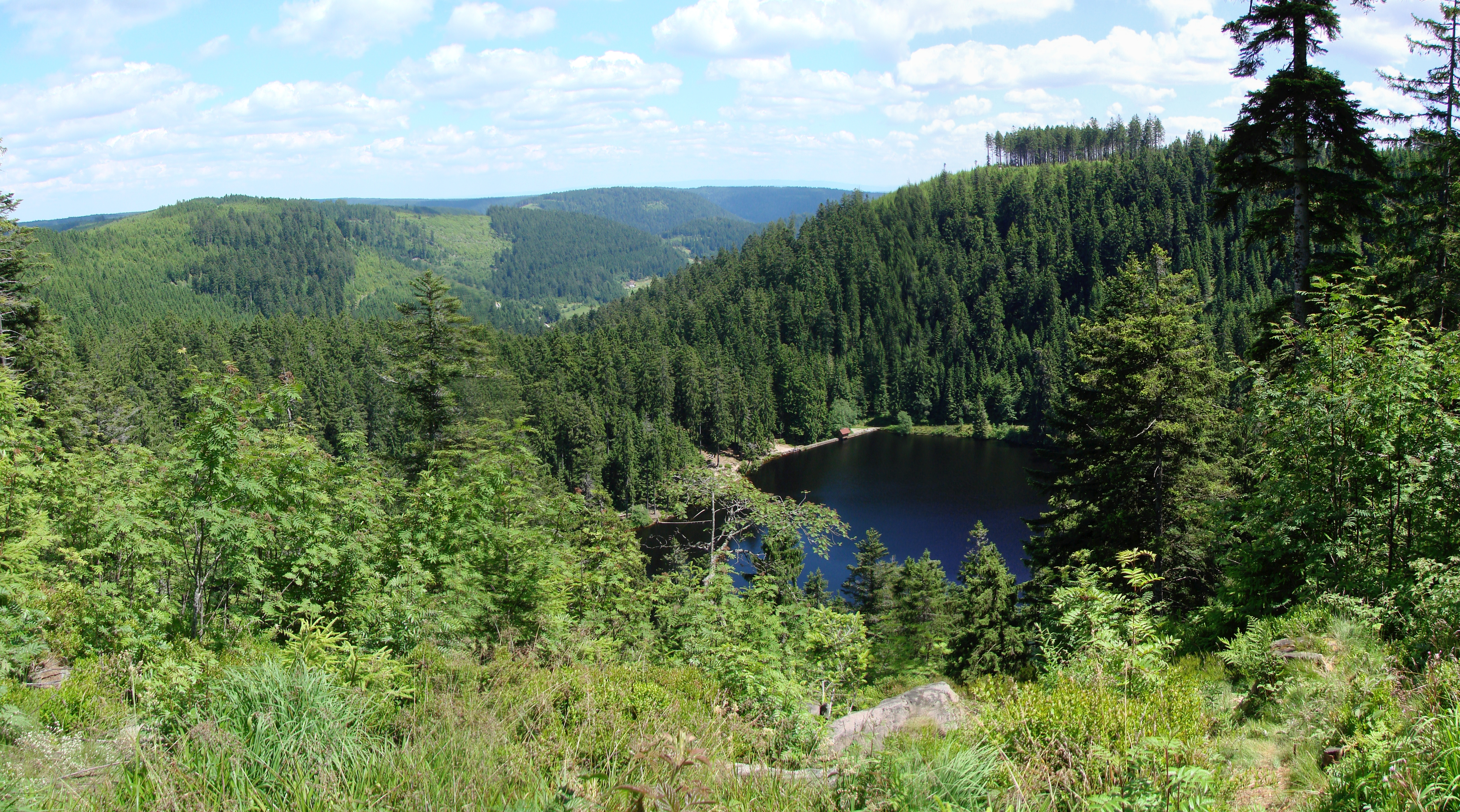
A Glaswald tó

### Természeti látnivalók
- Klagstein (Klagkő)
- Ördögskanzen
- Glaswald tó

### Sport
- Fis: sífutás világkupahelyszín
- Sportpálya
- Síugrósánc

## Gazdaság és infrastruktúra

### Oktatás
A két településen összesen 2 általános iskola, egy főiskola és egy szakiskola található.

### Gazdaság
A településen több nagyobb cég is üzemel.

## Fordítás
- Ez a szócikk részben vagy egészben a Bad Peterstal-Griesbach című német Wikipédia-szócikk fordításán alapul. Az eredeti cikk szerkesztőit és forrásait annak laptörténete sorolja fel.